# Alberuela de Tubo
Alberuela de Tubo – gmina w Hiszpanii, w prowincji Huesca, w Aragonii, o powierzchni 20,79 km². W 2011 roku gmina liczyła 348 mieszkańców.